# Peroryctes raffrayana
Peroryctes raffrayana är en pungdjursart som först beskrevs av Henri Milne-Edwards 1878 och som ingår i familjen punggrävlingar. IUCN kategoriserar arten globalt som livskraftig.
Pungdjuret förekommer på Nya Guinea och mindre öar i närheten. Den vistas i låglandet och på upp till 3 900 meter höga bergstrakter som är täckta av regnskog eller gräs.
Arten är med en kroppslängd av cirka 30 cm (inklusive svans) och en vikt av 0,65 till 1,0 kg något mindre än den andra arten i släktet Peroryctes. Den liknar med sin långdragen spetsig nos en stor näbbmus i utseende. Dessutom är djurets tanduppsättning anpassad till föda som främst består av insekter. Med sina långa bakben kan arten springa fort. Den grova pälsen har en enhetlig mörkbrun färg. Svansen kan inte användas som gripverktyg och den har i motsats till Peroryctes broadbenti ingen vit spets.
Hanar lever utanför parningstiden ensam och honor kan bilda mindre flockar. De bygger bon av kvistar, gräs och upphittad bråte som göms i den täta vegetationen. Hanens revir överlappar med flera honors eller flockars revir. När honan inte är brunstig har de ingen större kontakt med varandra. Peroryctes raffrayana söker främst på kvällen efter föda. Den äter huvudsakligen insekter som kompletteras med andra ryggradslösa djur, små ryggradsdjur och växtdelar som fikon.
Honan är bara 15 dagar dräktig och sedan föds upp till 6 ungar som fortsätter sin utveckling i moderns pung (marsupium). Ungarna diar sin mor cirka 60 dagar och de stannar några dagar till innan de blir självständiga.
Peroryctes raffrayana jagas av Nya Guineas ursprungsbefolkning för köttets skull.

## Underarter
Arten delas in i följande underarter:
- P. r. raffrayana
- P. r. rothschildi